# هال كيمب
هال كيمب (بالإنجليزية: Hal Kemp)‏ هو عازف جاز وملحن أمريكي، ولد في 27 مارس 1904 في ألاباما في الولايات المتحدة، وتوفي في 21 ديسمبر 1940 في ماديرا في الولايات المتحدة بسبب حادث مرور.

## وصلات خارجية
- هال كيمب على موقع IMDb (الإنجليزية)
- هال كيمب على موقع ميوزك برينز (الإنجليزية)
- هال كيمب على موقع ديسكوغز (الإنجليزية)
- هال كيمب على موقع قاعدة بيانات الفيلم (الإنجليزية)